# Jan Škarnitzl

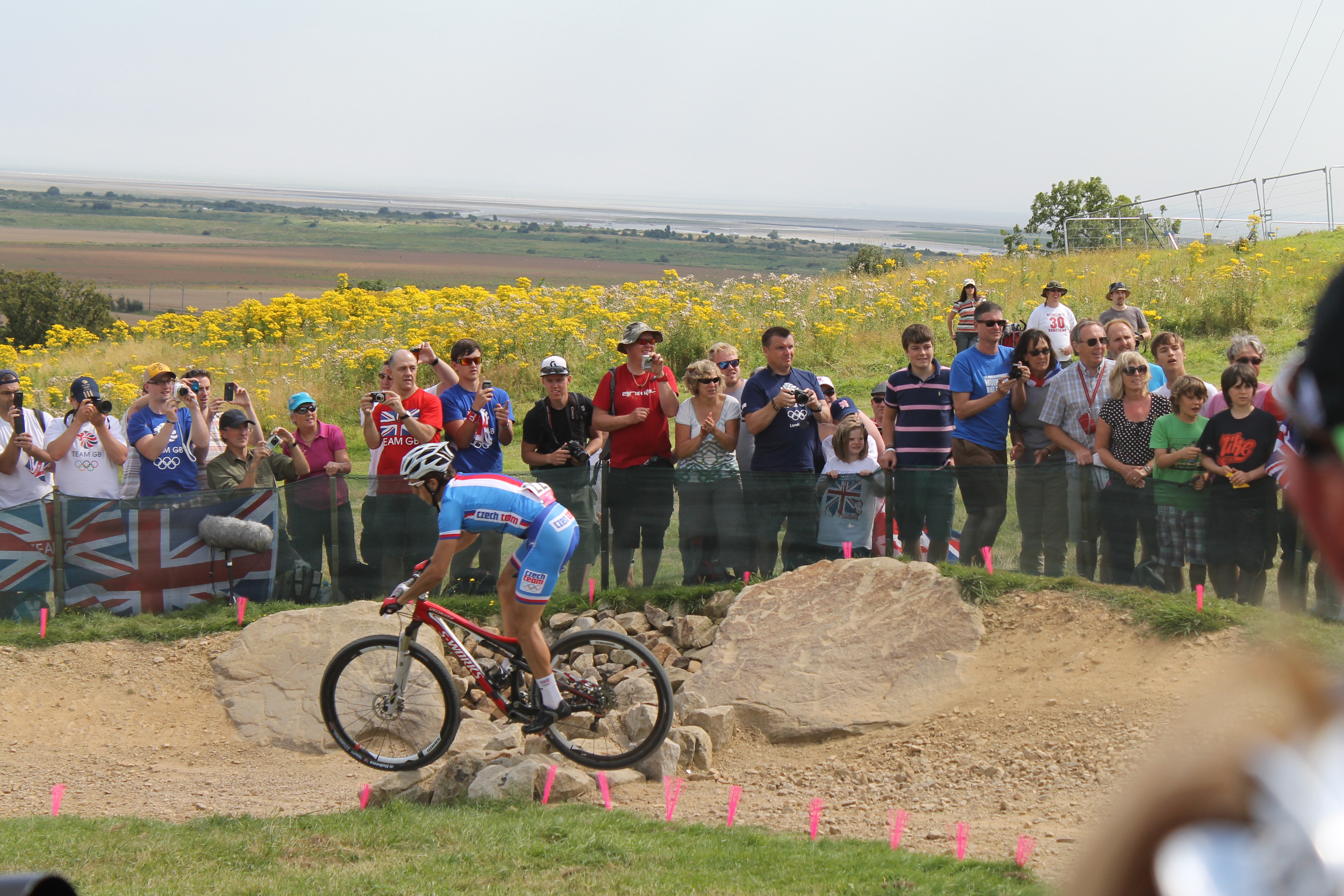
Jan Škarnitzl na LOH 2012

Jan Škarnitzl (* 11. července 1986 Brandýs nad Labem-Stará Boleslav) je český cyklista jezdící na horském kole (disciplína cross country). V současnosti závodí za tým Sram Mitas Trek. Jde o mistra České republiky pro rok 2011 v závodech na horských kolech.

## Sportovní kariéra
Se závoděním na horských kolech začal v roce 1996 díky svému otci, který v té době závodil za masters a syna bral s sebou. Do šestnácti let dělal i atletiku (byl třetí na MČR na 1500 m). Od té doby se závodně věnuje pouze cyklistice a příležitostně hobby lyžařským maratónům (Krkonošská 70).
V sezóně 2010 zvítězil v Sunshine Cupu na Kypru, získal bronz na mistrovství Evropy v Izraeli ve štafetě (společně s Ondřejem Cinkem, Tomášem Paprstkou a Terezou Huříkovou), v Kanadě na mistrovství světa si dojel pro 23. místo a sezónu zakončil na 15. místě světového žebříčku.

## Letní olympijské hry 2012
V roce 2012 společně se svým kolegou Jaroslavem Kulhavým reprezentoval Českou republiku na Letních olympijských hrách 2012 a skončil celkově 12. Jaroslav Kulhavý zvítězil.

## Výsledky
Junior: 12. na ME XC v Grazu i na MS v Luganu, mistr ČR XC, 12. na ME XC v Polsku
U23: 6. na MS 2006 ve Francii (cyklokros), 10. v Itálii v Alpagu XC, 17. na ME XC 2007 v Turecku, 9. na MS XC 2007 ve Fort Williamu, 5. na ME cyklokros ve Švýcarsku v Hittnau